# Università Mohammed V
L'Università Mohammed V (in arabo جامعة محمد الخامس‎?, abbreviata in UM5) è un'università statale marocchina fondata nel 1957 con decreto reale (dahir), nel quadro delle iniziative di modernizzazione del Regno, portate avanti dall'allora regnante, all'indomani della raggiunta indipendenza.
L'inaugurazione avvenne il 21 dicembre 1957. È la prima università del Marocco fondata in età moderna, laddove in precedenza l'insegnamento superiore, nel campo scientifico, umanistico e teologico, era impartito dall'Università al-Qarawiyyin, le cui origini rimandano al IX secolo.
L'università è intitolata a Mohammed V, al tempo regnante sul Marocco, morto nel 1961.

## Organizzazione attuale

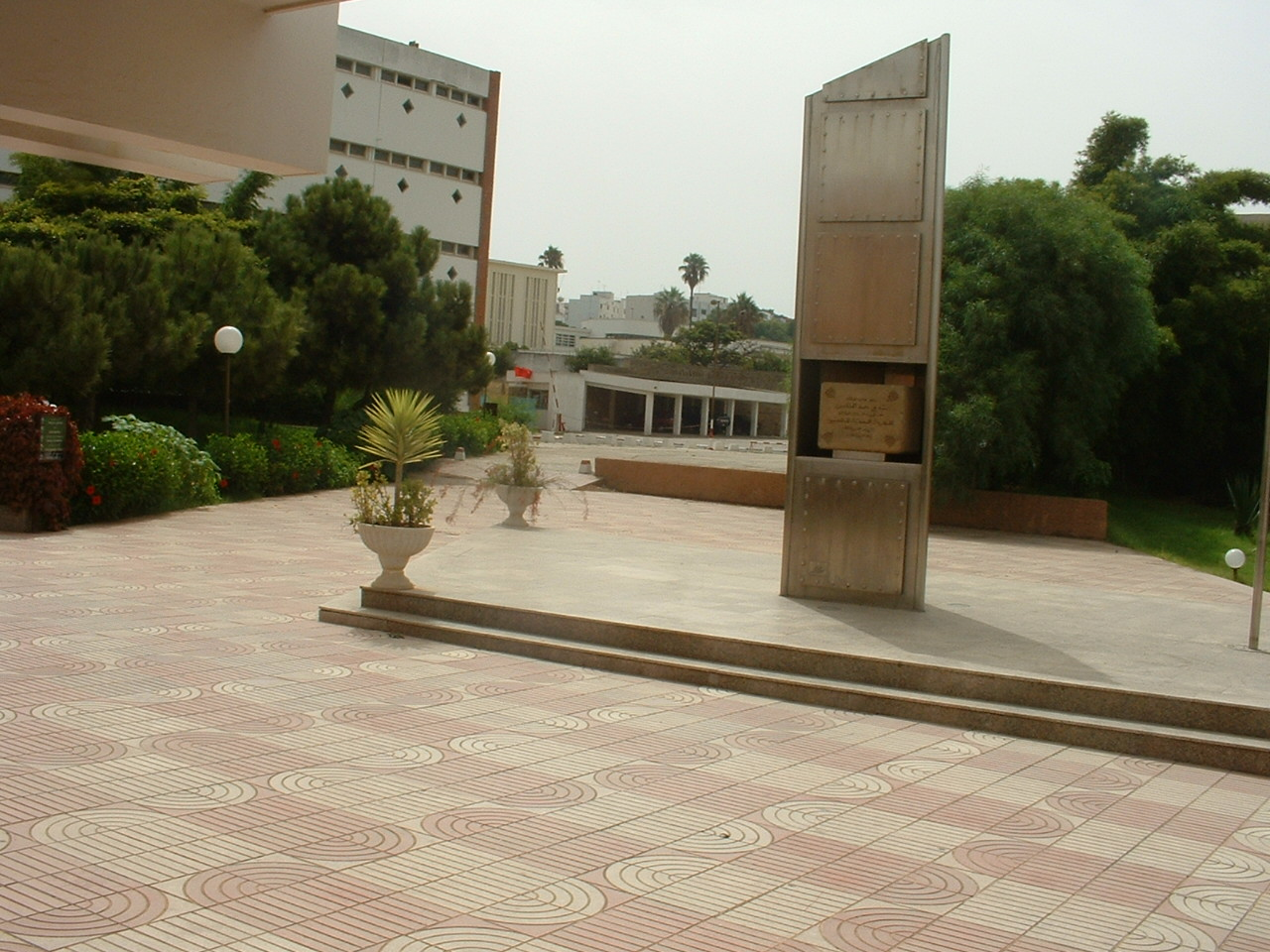
Veduta dellÉcole Mohammadia d’Ingénieurs

Alla sua fondazione, l'università ha raggruppato preesistenti istituti di studio superiore a cui si sono aggiunte nel tempo nuove facoltà e articolazioni. Nel 1993, l'ateneo è stato diviso in due università indipendenti, Università Mohammed V ad Agdal e l'Università Mohammed V a Souissi.

### Università Mohammed V ad Agdal (UM5A)
L'Università Mohammed V ad Agdal, nell'omonimo quartiere di Rabat,  è attualmente strutturata come segue:
Facoltà
- Faculté des Lettres et des Sciences Humaines
- Faculté des Sciences Juridiques, Économiques et Sociales
- Faculté des Sciences

Scuole
- École Supérieure de Technologie - Salé

Istituti
- Institut Scientifique
- Institut des Etudes Hispano-Lusophone (Istituto di studi ispanici e lusitani, creato nel 2002)

### Università Mohammed V a Souissi (UM5S)
Facoltà
- Faculté des Sciences de l'Éducation
- Faculté de Médecine et de Pharmacie
- Faculté de Médecine Dentaire
- Faculté des Sciences Juridiques, Économiques et Sociales – Souissi
- Faculté des Sciences Juridiques, Économiques et Sociales – Salé

Scuole
- École Nationale Supérieure d'Informatique et d'Analyse des Systèmes (ENSIAS)
- École Normale Supérieure de l'Enseignement Technique (ENSET)

Istituti
- Institut des Études Africaines
- Institut des Études et des Recherches pour l'Arabisation
- Institut Universitaire de la Recherche Scientifique